# Ann Nixon Cooper
Ann Louise Nixon Cooper, née le 9 janvier 1902 à Shelbyville (Tennessee) et morte le 2 décembre 2009, est une militante noire américaine qui a lutté pour les droits des Afro-Américains.

## Biographie
Elle a été récompensée pour sa lutte par le Community Service Award de la chaîne de télévision d'Atlanta WXIA-TV en 1980, et par un Annie L. McPheeters Medallion for Community Service décerné par la Auburn Avenue Research Library on African American Culture and History en 2002.
Elle est devenue célèbre aux yeux du monde après un discours donné devant la foule rassemblée à Chicago par le vainqueur de l'élection présidentielle américaine de 2008, Barack Obama, le 4 novembre 2008, dans lequel il la nomma et compara diverses étapes de sa vie, de sa naissance au jour de l'élection où elle avait 106 ans, à divers moments clés de l'histoire américaine:

« Elle est comme les millions d'autres qui ont fait la queue pour que leur voix soit entendue dans cette élection, sauf pour une chose : Ann Nixon Cooper a 106 ans.
Elle est née juste une génération après l'esclavage : une époque où il n'y avait pas de voitures sur la route ni d'avions dans le ciel; où quelqu'un comme elle ne pouvait pas voter pour deux raisons — parce qu'elle était une femme, et à cause de la couleur de sa peau. »

.